# Đội tuyển bóng đá bãi biển quốc gia Nouvelle-Calédonie
Đội tuyển bóng đá bãi biển quốc gia Nouvelle-Calédonie đại diện Nouvelle-Calédonie ở các giải thi đấu bóng đá bãi biển quốc tế và được điều hành bởi Liên đoàn bóng đá Nouvelle-Calédonie, cơ quan quản lý bóng đá ở Nouvelle-Calédonie.

## Thành tích
- Thành tích tốt nhất tại Giải vô địch bóng đá bãi biển châu Đại Dương: Á quân
  - 2013

## Đội hình hiện tại
Chính xác tính đến tháng 8 năm 2013.
Ghi chú: Quốc kỳ chỉ đội tuyển quốc gia được xác định rõ trong điều lệ tư cách FIFA. Các cầu thủ có thể giữ hơn một quốc tịch ngoài FIFA.
| Số | VT | Quốc gia | Cầu thủ            |
| -- | -- | -------- | ------------------ |
| 2  | HV |          | Loic Wakanumune    |
| 3  | HV |          | Steevens Longue    |
| 4  | HV |          | Ludovic Wakanumune |
| 5  | HV |          | Georges Wadenges   |
| 6  | TV |          | Augustin Truijij   |
| 7  | TĐ |          | Patrick Diaike     |

| Số | VT | Quốc gia | Cầu thủ                |
| -- | -- | -------- | ---------------------- |
| 8  | TV |          | Olivier Dokunengo      |
| 9  | TĐ |          | Ramon Djamali          |
| 10 | TV |          | Kouriane Dokunengo     |
| 11 | TĐ |          | Jean-Pierre Ayawa      |
| 12 | TM |          | Benjamin Foawy         |
| 13 | TV |          | Jean-Xavier Wakanumune |

Huấn luyện viên: Felix Tagawa